# Houéyogbé
Houéyogbé är en kommun i departementet Mono i Benin. Kommunen har en yta på 290 km2, och den hade 101 893 invånare år 2013.